# Perczel Erzsébet
Perczel Erzsébet, születési nevén Klein Erzsébet (Miskolc, 1913. július 11. – Budapest, 1993. február 23.) magyar textiltervező, érdemes művész.

## Életpályája
A brünni textiltechnikumban tanult. 1938 és 1945 között Párizsban élt, ahol egyik mestere Fernand Léger volt. Modellkészítéshez szőtt alapanyagokat különböző divatházak számára. 1946-tól 1962-ig a Textilmintagyártó Vállalat (Központi Dessinatura) tervezője volt. 1962-től 1968-as nyugdíjba vonulásáig a Pápai Textilgyár műszaki vezetőjeként és tervezőjeként dolgozott. 1968-tól fogva kézműves módszerekkel dolgozott.
A Kozma utcai izraelita temetőben nyugszik.

## Művészete
„Műveit a mesterség eszközeinek tökéletes ismerete, a tervezői és kivitelezői tevékenység egyenrangúsága, a természetes anyagok szeretete jellemzi. Ismerte a népi tárgyformálás formakincsét, logikáját, de hasznosította a Bauhaus funkcióközpontú tárgytervezésének tanulságait is – a kétféle forrásból autonóm művészi világot épített.”

## Kiállításai

### Egyéni kiállításai
- 1962 • Ernst Múzeum, Budapest [Kovács Zsuzsával]
- 1971 • Ernst Múzeum, Budapest (kat.)
- 1979 • Műcsarnok, Budapest (kat.)
- 1980 • Prága • Vilnius
- 1982 • Miskolci Galéria, Miskolc
- 1983 • Fészek Klub, Budapest
- 1984 • Fehérgyarmat
- 1984 • Collegium Hungaricum, Bécs
- 1986 • Kisvárda
- 1995 • ~ emlékkiállítása, Iparművészeti Múzeum, Budapest (kat.).

### Csoportos kiállításai
- 1958 • Világkiállítás, Brüsszel
- 1959 • 4. Országos Iparművészeti kiállítás, Műcsarnok, Budapest
- 1965 • 5. Országos Iparművészeti kiállítás, Műcsarnok, Budapest
- 1972 • Öltözködés ’72, Ernst Múzeum, Budapest
- 1974 • 3. Fal- és Tértextil Biennálé, Savaria Múzeum, Szombathely
- 1975 • Jubileumi Iparművészeti kiállítás, Műcsarnok, Budapest • Magyar Miniatűrtextilek, Szombathely • MDM G., Varsó
- 1976 • Nemzetközi Textil Triennálé, Łódż
- 1977 • 3. Ipari Textilművészeti Biennálé, Savaria Múzeum, Szombathely
- 1982 • Országos Iparművészeti kiállítás, Műcsarnok, Budapest
- 1989 • Téli Tárlat, Magyar Képzőművészek és Iparművészek Szövetsége, Műcsarnok, Budapest
- 1992 • 12. Magyar Textilbiennálé (Fal- és Tértextil Biennálé), Szombathelyi Képtár, Szombathely

## Művei közgyűjteményekben
- Iparművészeti Múzeum, Budapest

## Díjai, elismerései
- Érdemes Művész (1973)
- Munka Érdemrend arany fokozata (1973)
- a 3. Ipari Textilművészeti Biennálé biennálé-díja (1977)

## Könyve
- Szőttes (1962)